# Międzynarodowe Koncerty Organowe w Tarnobrzegu
Międzynarodowe Koncerty Organowe – coroczna impreza muzyczna odbywająca się od 1993 r. w Tarnobrzegu w okresie wakacyjnym (każdy czwartek lipca i sierpnia). Koncerty mają miejsce w  trzech tarnobrzeskich kościołach: klasztorze oo. Dominikanów, kościele pw. Matki Bożej Nieustającej Pomocy, oraz kościele pw. św Barbary. W 2012 r. zorganizowano pierwszy koncert w kościele św. Marii Magdaleny w Miechocinie.
Od 1995 r. kierownikiem artystycznym MKO jest Mariusz Ryś.